# Песьянка
Песья́нка (рос. Песьянка) — село у складі Троїцького району Алтайського краю, Росія. Входить до складу Петровської сільської ради.

## Населення
Населення — 159 осіб (2010; 220 у 2002).
Національний склад (станом на 2002 рік):
- росіяни — 98 %